# Ростовский педагогический колледж
Ростовский педагогический колледж (ГПОУ ЯО РПК ) — одно из средних образовательных учреждений в городе Ростове.

## История
Первый педагогический техникум в Ростове появился после Октябрьской революции, когда Сергей Павлович Моравский организовал на базе педагогических курсов педагогический техникум. Но из-за нехватки средств педтехникум был расформирован, часть студентов ушла в техническое училище. Московский центральный опытный педагогический техникум образовался как 1-й Московский институт народного образования в 1919 году. Согласно постановлению малого совета СНК от 14 июля 1926 года ряд техникумов эвакуировались из Москвы в другие регионы, в это число попал и МЦОПТ. Однако, решение о переводе было окончательно подтверждено только в 1928 году, в этом же году техникум переезжает в Ростов, где располагается в административном здании школы десятилетки. Так как переезд прошел не подготовлено, в плохом состоянии оказались общежитие: оно не было подготовлено к холодам и отсутствовали кухня и туалет. В Ростов приехали только 3 и 4 курс МЦОПТ, 1 и 2 курс же должны были набрать в Ярославской области. С 1930 года техникум подвергается реорганизации и переводится на областное финансирование. В 1937 году техникум переименовывают в училище. В том же году возникла идея перевода училища в Чебаково, а на его место перевести дошкольный техникум из Мологи, но училище удалось отстоять. С 1941 года училище переводится в здание финифтяной и фельдшерской школы, а основное здание было передано под созданный военный госпиталь. В 1946 году училище вернулось в своё здание, при этом было передано здание по адресу Советская площадь д. 8, которое стало общежитием. А в следующем году имелось уже три общежития, что позволило разместить всех иногородних студентов. В 1957 году появляется музыкальное отделения, а с 1959 года училище полностью становится музыкальным. В 1988 году училище переезжает в здание интерната № 8, при этом училище получило целый городок из нескольких общежитий, спортзала и учебного корпуса, а здание на Советской площади передается Ростовскому Филиалу ГАЯО. В том же году появляется и специальность преподаватель в начальных классах. В 2008 году закрылось музыкальное отделение.

## Специальности
- Прикладная информатика
- Дошкольное образование
- Преподавание в начальных классах
- Социальная работа
- Музыкальное образование

## Филиал ЯГПУ в городе Ростове
Филиал Ярославского государственного педагогического университета имени К. Д. Ушинского в городе Ростове — филиал высшего учебного заведения в Ростове Ярославской области. На данный момент единственный ВУЗ в Ростовском районе.

### История
Ростовский филиал был создан в 2004 году. Располагается в здании Ростовского педагогического колледжа. Имеется единственная кафедра «Теории и методики профессионального образования».
В 2013 году филиал закрыт